# Nothrus monticola
Nothrus monticola är en kvalsterart som beskrevs av Hammer 1961. Nothrus monticola ingår i släktet Nothrus och familjen Nothridae. Inga underarter finns listade i Catalogue of Life.